# 칼리지 보드
칼리지 보드(영어: College Board, 전신: College Entrance Examination Board)는 미국의 비영리 교육 단체이다. 대표적으로 미국의 대학 입시제도 시험인 SAT, 어드밴스트 플레이스먼트 시험들의 출제 기관이다.

## 역사
College Entrance Examination Board (CEEB)는 1899년 12월 22일  컬럼비아 대학에서 12개의 대학과 3개의 고등학교 준비 학원의 대표자들이 설립하였다. 설립 학교들은:
- 컬럼비아 대학교
- 콜 게이트 대학교
- 펜실베니아 대학교
- 뉴욕 대학교
- 버나드 칼리지
- 유니온 칼리지
- 러트 거스 대학교
- 바사 칼리지
- 브린 모어 칼리지
- 볼티모어 여대 (현재 Goucher College )
- 프린스턴 대학교
- 코넬 대학교
- Newark Academy
- Mixed High School, 뉴욕
- Collegiate Institute, 뉴욕[2]

## 같이 보기
- ACT
- 국제 바칼로레아
- 어드밴스트 플레이스먼트
- SAT